# Charles Collett
Charles Benjamin Collett (10 de septiembre de 1871 - 5 de abril de 1952) fue un ingeniero británico. Como ingeniero mecánico jefe del Great Western Railway de 1922 a 1941, diseñó (entre otras) las locomotoras para trenes expresos de pasajeros 4-6-0 Clase Castle y las de la Clase King. En reconocimiento a sus logros en el campo de las locomotoras de vapor, fue nombrado miembro de la Orden del Imperio Británico.

## Educación y carrera temprana
Collett se educó en la Merchant Taylors' School (entonces en Charterhouse Square, Londres) y en el City and Guilds College de la Universidad de Londres. Después comenzó su carrera de ingeniero en la compañía Maudslay, Sons and Field, una empresa dedicada a la construcción de motores de vapor marinos. En 1893 ingresó en la oficina técnica del GWR en los Talleres de Swindon, como proyectista. Cuatro años más tarde fue puesto a cargo de la sección de edificación y en 1898 se convirtió en asistente del Proyectista Jefe. En junio de 1900 fue nombrado inspector técnico, y poco después subgerente. En 1912 ascendió a gerente de obras, y en 1919 fue nombrado ingeniero mecánico jefe adjunto del GWR.

## Ingeniero mecánico jefe
El predecesor de Collett, George Jackson Churchward, había proporcionado al GWR desde Swindon una serie de locomotoras innovadoras y líderes en su clase. A principios de la década de 1920, los diseños 4-6-0 de 2 y 4 cilindros del Great Western eran sustancialmente superiores a las locomotoras de la otras agrupaciones ferroviarias.
En 1922, Churchward se retiró y Collett heredó un legado de excelentes diseños estandarizados. Pero, con el aumento de los costes y la caída de los ingresos, era necesario racionalizar el número de diseños y desarrollar locomotoras más potentes. Collett era un ingeniero eminentemente práctico, y tomó los diseños de Churchward para potenciarlos, y en particular desarrolló la Clase Hall a partir de la Clase Saint, y la Clase Castle a partir de la Clase Star. También fue responsable de locomotoras más humildes, como muchas locomotoras tanque con depósitos de alforjas del tipo 0-6-0PT.

### Motores de 4 cilindros

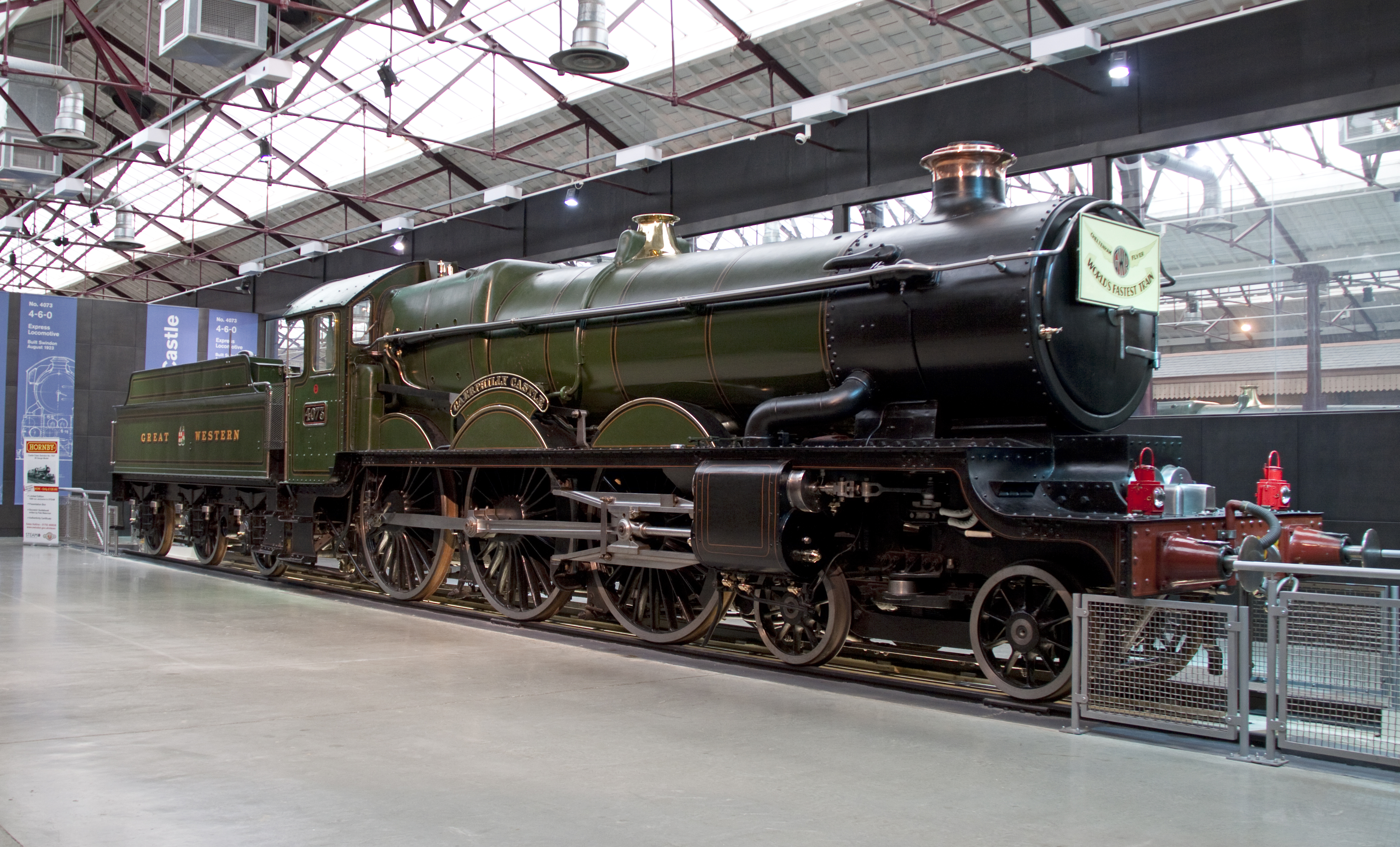
GWR Clase Castle 4073 Caerphilly Castle

Cuando Churchward se retiró, sus locomotoras de la Clase Star de 4 cilindros se estaban volviendo inadecuadas para las cargas y velocidades cada vez mayores que se esperaban de los trenes expresos de pasajeros. Para resolver esto, Churchward había propuesto instalar una caldera N.º 7 (diseñada para las locomotoras de carga rápida de la Clase 4700 2-8-0) en una locomotora de la Clase Star. Esto no fue posible, debido a que el peso por eje sería demasiado grande para la vía. En su lugar, Collett alargó el diseño de la Clase Star, dejando las ruedas iguales pero con cilindros más grandes y una nueva caldera estándar que no excedería la carga por eje permitida de 19 1⁄2 toneladas. También instaló una cabina más cómoda. El resultado fue bautizado como Clase Castle, y la primera locomotora, la No 4073 Caerphilly Castle, pronto se pudo mostrar con orgullo en la Exhibición del Imperio Británico (colocada cerca de la locomotora rival LNER Flying Scotsman, más grande), con el anuncio de que era "la locomotora de pasajeros más potente de Gran Bretaña".
Uno de los resultados de este provocador anuncio fue un intercambio acordado de locomotoras entre el GWR y el LNER para realizar pruebas comparativas. Así el GWR prestó al LNER la máquina Clase Castle No 4079 Pendennis Castle, a cambio de la máquina A1 No 4474 Victor Wild. Ambas locomotoras funcionaron bien, pero el mejor rendimiento de la Castle (a pesar se ser más pequeña), llevó al ingeniero del LNER Nigel Gresley a investigar la causa y rediseñar las válvulas de su locomotora A1 y a darle una presión de caldera más alta.
Además de reconstruir varias locomotoras de la Clase Star a la Clase Castle, Collett sorprendió al público al reconstruir la locomotora insignia 4-6-2 No 111 The Great Bear del GWR en una de la Clase Castle 4-6-0. Esto al menos tuvo el efecto de llamar la atención del Gerente General Sir Felix Pole sobre las restrictivas cargas por eje permitidas, que habían contribuido al fracaso de este símbolo de prestigio de la compañía. Ante la necesidad de locomotoras más grandes, Sir Felix instruyó a los ingenieros civiles de la compañía para asegurarse de que las líneas principales (Paddington-Plymouth, vía Westbury o Bristol, y Paddington-Wolverhampton vía Bicester) pudieran transportar una carga por eje de 22 1⁄2 toneladas. La mejora de las vías se tuvo a punto rápidamente, debido a que ya por entonces se había estado trabajando para cumplir con este requisito.

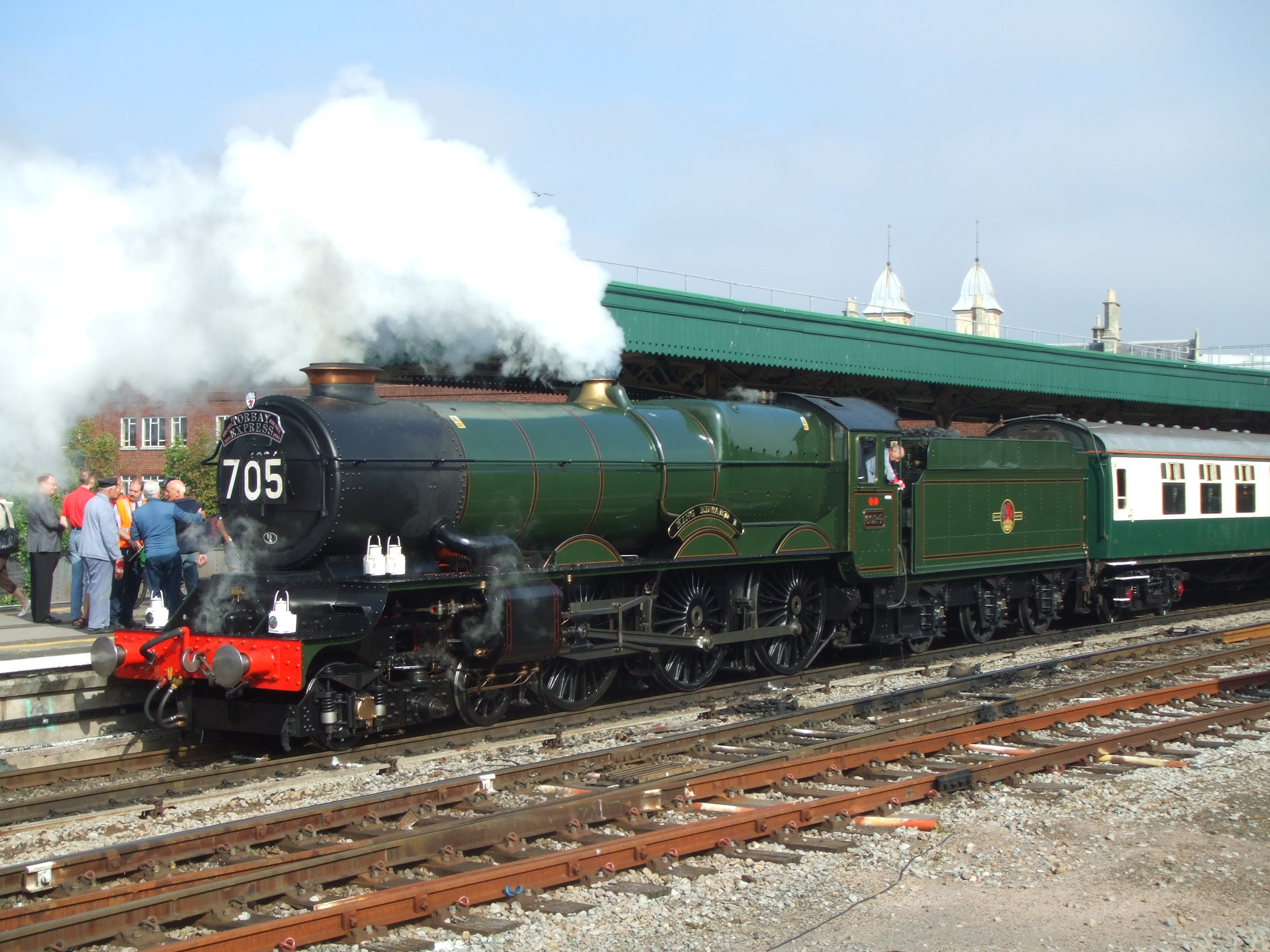
GWR Clase King 6024 King Edward I

En 1926, las otras compañías ferroviarias se estaban poniendo al día con respecto al GWR, introduciendo diseños de locomotoras como las LNER Pacific (mejoradas como resultado del intercambio de locomotoras GWR/LNER), las SR Clase Lord Nelson y las inminentes LMS Clase Royal Scot. El GWR necesitaba mejores locomotoras, no solo para mover trenes más rápidos y pesados, sino también para mantener su prestigio. Collett comenzó probando las ruedas motrices de 6 pies 6 pulgadas (1981 mm) de diámetro en la máquina número 5001 Llandovery Castle. Cuando la modificación resultó satisfactoria, extendió estas ruedas debajo de una caldera más grande y de mayor presión, y aumentó la carrera del pistón a 28 pulgadas (711 mm), llevando el diseño al límite de la carga por eje recién aumentada. El montaje de estas dimensiones aumentadas requería un bogie delantero inusual, con rodamientos exteriores en el eje delantero pero rodamientos interiores en la parte trasera, para dejar sitio a los cilindros interiores y exteriores respectivamente. Finalmente, la primera locomotora (o las primeras cinco) tenían cilindros de 16 1/4 de pulgada (413 mm) de diámetro. La importancia de este pequeño cambio fue que elevó el esfuerzo de tracción calculado a más de 40 000 libras, según lo requerido por Sir Felix Pole, lo que remarcaba la condición de la nueva máquina como la locomotora de pasajeros más potente del país. Fue denominada Clase King.
Al igual que en el caso de la Clase Castle, se explotó a conciencia el valor publicitario de la Clase King. La primera máquina, la unidad número 6000 King George V, fue enviada a Estados Unidos, donde lideró un desfile de locomotoras en la Exposición del Centenario del Ferrocarril de Baltimore y Ohio, y de donde regresó con una campana conmemorativa. La Clase King siguió siendo la máquina 4-6-0 más pesada y potente de Gran Bretaña. Stanier le hizo el cumplido de utilizar sus dimensiones principales (presión de la caldera, tamaño del cilindro y diámetro de la rueda y, por lo tanto, esfuerzo de tracción) en su primer diseño, la locomotora LMS Clase Princess Royal 4-6-2.
Sin embargo, aunque se ha descrito como la obra maestra de Collett, también se ha sugerido que era en gran parte responsabilidad de Hawksworth, sucesor de Collett, que entonces era el proyectista jefe.

#### Racionalización
Un hecho curioso en la historia de los diseños de 4 cilindros fue la aparición de dos locomotoras aerodinámicas. En la década de 1930 estaba de moda la aerodinámica, y Collett se vio presionado para producir una locomotora aerodinámica para el GWR, particularmente en vista del cercano centenario de la empresa en 1935. La historia cuenta que Collett tomó un modelo de una locomotora de la Clase King que servía de pisapapeles, y lo recubrió de plastilina para producir una maqueta sobre la que trabajara la oficina de proyectos. Aunque probablemente sea apócrifa, esta anécdota refleja la que pudo haber sido una forma tan buena de diseñar una locomotora aerodinámica como cualquier otra sin realizar pruebas en un túnel de viento. Collett ciertamente estaba al tanto de los muchos otros factores que generaban la resistencia al avance de una locomotora. Como expresó The Great Western Railway Magazine, "la aplicación rigurosa de los principios de la racionalización científica se vuelve no solo difícil sino inconveniente en la práctica, ya que la reducción neta en la resistencia total puede ser relativamente pequeña". En marzo de 1935, las locomotoras 5305 Manorbier Castle y 6014 King Henry VII fueron equipadas con una cúpula hemisférica sobre el frente de la caja de humos; con carenados que cubrían la viga de topes delantera, los cilindros y los estribos; con deflectores situados detrás de la chimenea y la cúpula; y con un frente de cabina en forma de V y un techo cónico sobre el ténder. Ambas locomotoras, y ninguna otra, recibieron una fotografía a página completa en la publicación del GWR de 1935 Los Talleres de Swindon y su lugar en la historia de Great Western Railway, pero sin más texto descriptivo. Las locomotoras perdieron gradualmente estas características aerodinámicas a medida que fueron pasando por los talleres de mantenimiento en los años siguientes.

### Locomotoras absorbidas y la Clase 56000-6-2T

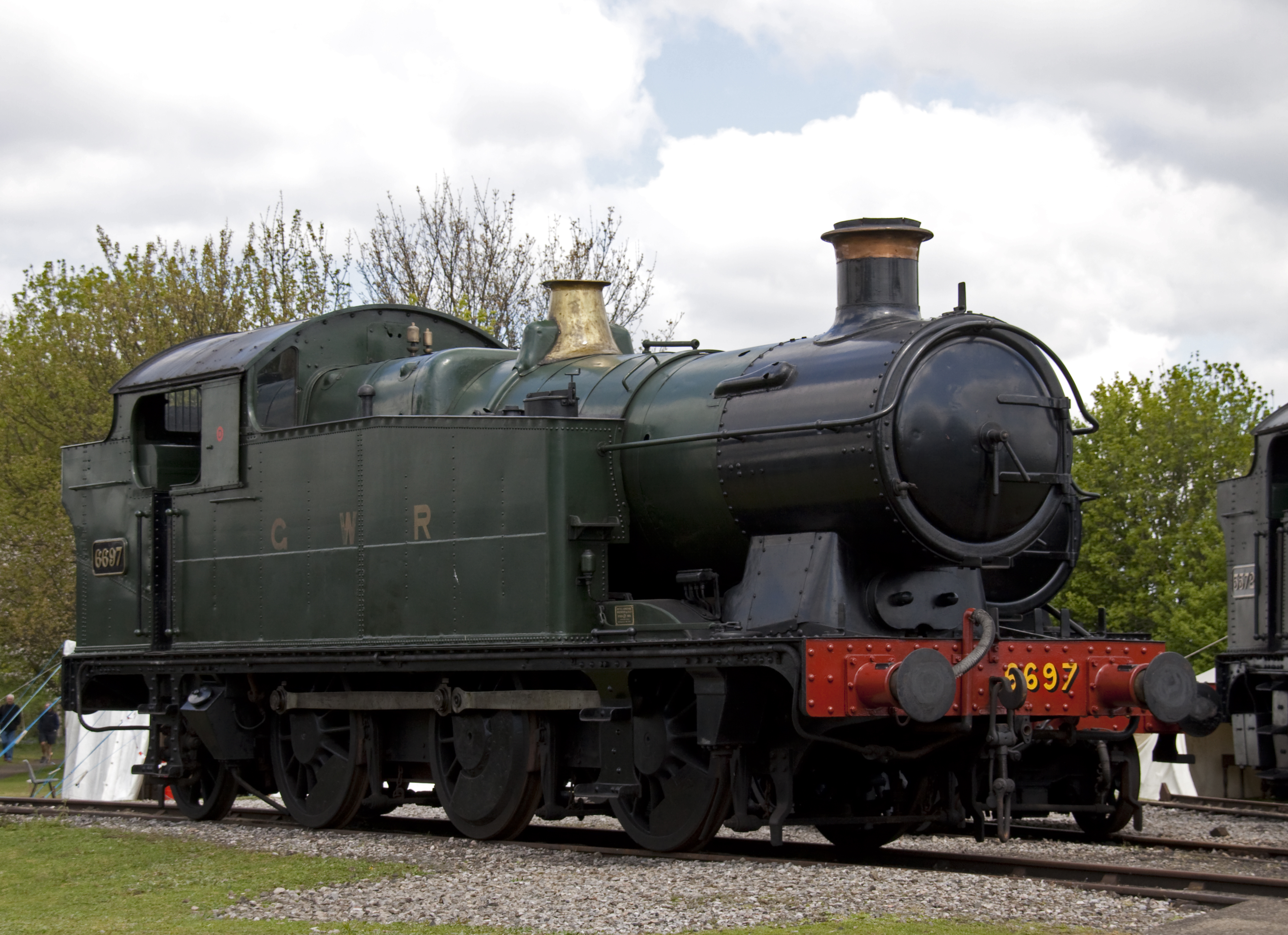
GWR Clase 5600 no. 6697

Collett se convirtió en ingeniero mecánico jefe justo antes de que la agrupación de los ferrocarriles británicos entrara en vigor el 1 de enero de 1923. Aunque el GWR conservó su identidad en virtud de estar agrupado con muchos ferrocarriles mucho más pequeños, de la noche a la mañana hizo a Collett responsable de más de 800 locomotoras, de una amplia variedad de diseños, muchos en mal estado. Las máquinas que se encontraban en peores condiciones solo podían ser desguazadas; mientras que las que se encontraban en mejores condiciones se examinaron para determinar cuáles podían ser reequipadas con calderas de la gama estándar del GWR, incluidas tres calderas nuevas modificadas para tal fin. El desguace de tantas locomotoras que no podían ser mantenidas dejó un déficit de material tractor, especialmente en los Valles de Gales, donde las máquinas 0-6-2T de cilindros interiores compactas ampliamente utilizadas eran difíciles de reemplazar con máquinas de las clases estándar del GWR. Collett decidió construir una nueva clase, basada en la Rhymney Railway Clase R 0-6-2T. Aunque se dispuso una caldera estándar n.° 2 y tantas otras piezas estándar como fue posible, las piezas fundidas del cilindro, las ruedas, los bloques de la campana de tiro, los engranajes de las válvulas y la cruceta de movimiento de tres barras eran todos diseños nuevos. La nueva Clase 5600, potente y versátil, era capaz de remolcar trenes de pasajeros y de carga en los valles de Gales 'hacia arriba', mientras que en los servicios descendentes más rápidos, la adopción de un bogie de un eje delantero (denominado pony truck) contribuía a aumentar la estabilidad de las locomotoras.
Sin embargo, se sabe que el desarrollo de estas máquinas no estuvo exento de problemas. De acuerdo con Hurry Riches, el hijo del último superintendente de locomotoras del Ferrocarril de Rhymney, que había sido contratado por el GWR y trabajó en la nueva clase, la primera locomotora de la clase se paró dramáticamente cuando se puso en marcha por primera vez. La investigación mostró graves problemas en la modificación de la disposición estándar de los engranajes de las válvula de Stephenson para cilindros exteriores, a un diseño de cilindros interiores. El resultado fue que cuando se dio vapor, el eje de la válvula se dobló bajo la tensión, desalineando todo el mecanismo. Se tuvo que desarrollar una solución rápida antes de que cualquiera de las locomotoras pudiera entrar en servicio, y al parecer este incidente se suprimió del historial para evitar la vergüenza de un fallo tan elemental ante la dirección de la empresa.

### Clases auxiliares estándar de 2 cilindros

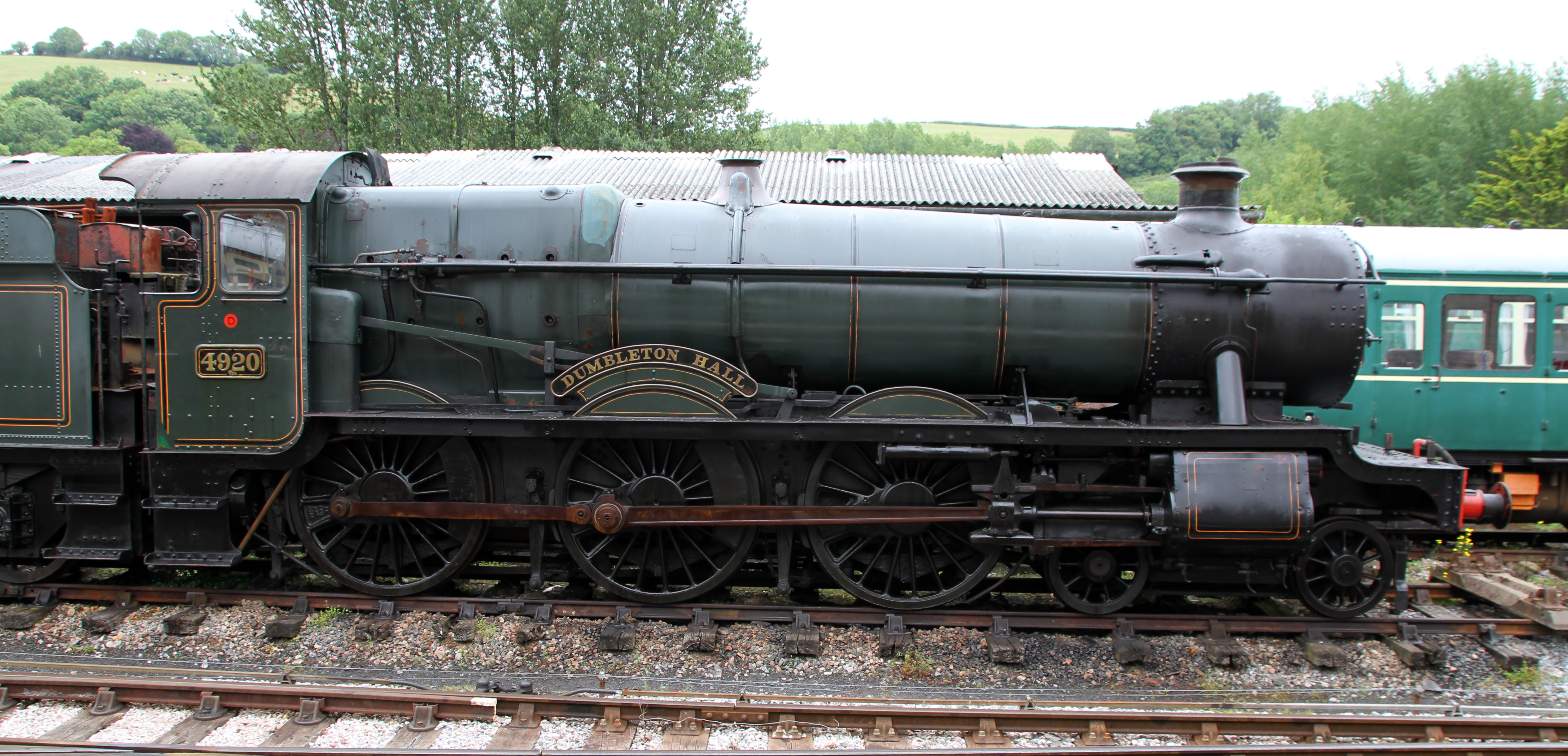
GWR Clase Hall 4920 Dumbleton Hall

Collett no construyó más locomotoras de la Clase Saint de Churchward, pero sí construyó más lotes de máquinas 2-6-0 'Mogul' en 1925 y 1932. El departamento de explotación le pidió que construyera una versión ampliada de esta máquina, ya que las tripulaciones tenían la tendencia a esperar demasiado de estas máquinas (posiblemente, debido a su similitud con las máquinas de las clases más grandes). Sin embargo, Collett prefirió modificar una máquina de la Clase Saint, la N.º 2925 Saint Martin, y la equipó con ruedas de 6 pies (1,829 m) más pequeñas. Durante tres años de pruebas, demostró ser una máquina de tráfico mixto útil, que llegaría a ser muy popular. En 1928 se encargó un lote de 80 unidades de la nueva Clase Hall, que se diferenciaban de las de la Clase Saint únicamente en que tenían ruedas más pequeñas y una cabina con ventana lateral más amplia. Se construyeron lotes adicionales por un total de 259 locomotoras hasta 1943 y, junto con las 71 Hall Modificada de su sucesor Hawksworth, formaron la clase más grande de locomotoras con nombre propio en el GWR. Las pruebas posteriores mostraron que la Clase Hall sufría una marcada reducción en la potencia de la barra de tracción cuando funcionaba a más de 50 mph, ya que la caldera y los cilindros diseñados para las ruedas de 6 pies 8+1/2 plg (2,045 m) de la Clase Saint no eran del todo compatibles con las ruedas más pequeñas, que giraban más rápido. Aparte de una máquina perdida durante la Segunda Guerra Mundial y del prototipo "Saint Martin" (que no era una máquina nueva cuando se transformó a la Clase Hall), ninguna de estas locomotoras se retiró del servicio hasta 1960.
En 1901, Churchward había propuesto, como parte de su conjunto de clases de locomotoras estándar, una 4-6-0 de dos cilindros con ruedas de 5 pies 8 plg (1,727 m), pero nunca desarrolló una. En 1936, buscando reemplazar a las 'Mogul' de la Clase 4300 más antiguas, Collett produjo una locomotora como la Clase Grange. De hecho, retiró 80 de las 'Mogul' y usó las ruedas y los mecanismos como parte de una 4-6-0 con la misma caldera N.º 1 que las máquinas de la Clase Hall. Una desventaja era que las Grange eran más pesadas que las 'Mogul' y, por lo tanto, tenían una disponibilidad de rutas más limitada. Para responder a esto, en 1938 Collett retiró otras 20 'Mogul', y nuevamente usó las ruedas y el movimiento para construir máquinas 4-6-0, esta vez con la caldera N.º 14, liviana y especialmente desarrollada. Estas fueron las de la Clase Manor. A pesar de que eran máquinas bastante corrientes hasta que se investigó y modificó el diseño de la caldera en 1951-1952, British Rail todavía construyó otras diez Manor (sin partes 'Mogul') en 1950.
Collett continuó construyendo más máquinas 2-8-0s, centrándose en la Clase 2884, que difería solo en los detalles, no en las dimensiones principales, de la Clase 2800 de Churchward de 1903. La última máquina de esta clase fue construida en 1942 por el sucesor de Collett, Frederick Hawksworth. Este diseño, de más de 40 años de antigüedad, participó en las Pruebas de Intercambio de Locomotoras de 1948.

### Clases con tanque estándar de 2 cilindros
En 1927, Collett produjo una versión de la GWR Clase 4500 de Churchward (máquinas 2-6-2T con ruedas pequeñas), equipándolas con tanques de agua más grandes de extremos frontales inclinados, denominadas Clase 4575. También se continuó desarrollando el diseño de las GWR Clase 5100 originales de Churchward (máquinas 2-6-2T de ruedas grandes) con la producción de numerosas series: la Clase 5101 de 1929, seguida en 1931 por la Clase 6100 con una presión de caldera más alta de 225 psi (1,6 MPa), luego en 1938 por la Clase 8100 con ruedas de 5 pies 6 plg (1,676 m) más pequeñas, y en el mismo año la Clase 3100 con ruedas incluso de 5 pies 3 plg (1,6 m) todavía más pequeñas. Estas dos últimas clases fueron reconstrucciones de máquinas 2-6-2T más antiguas.

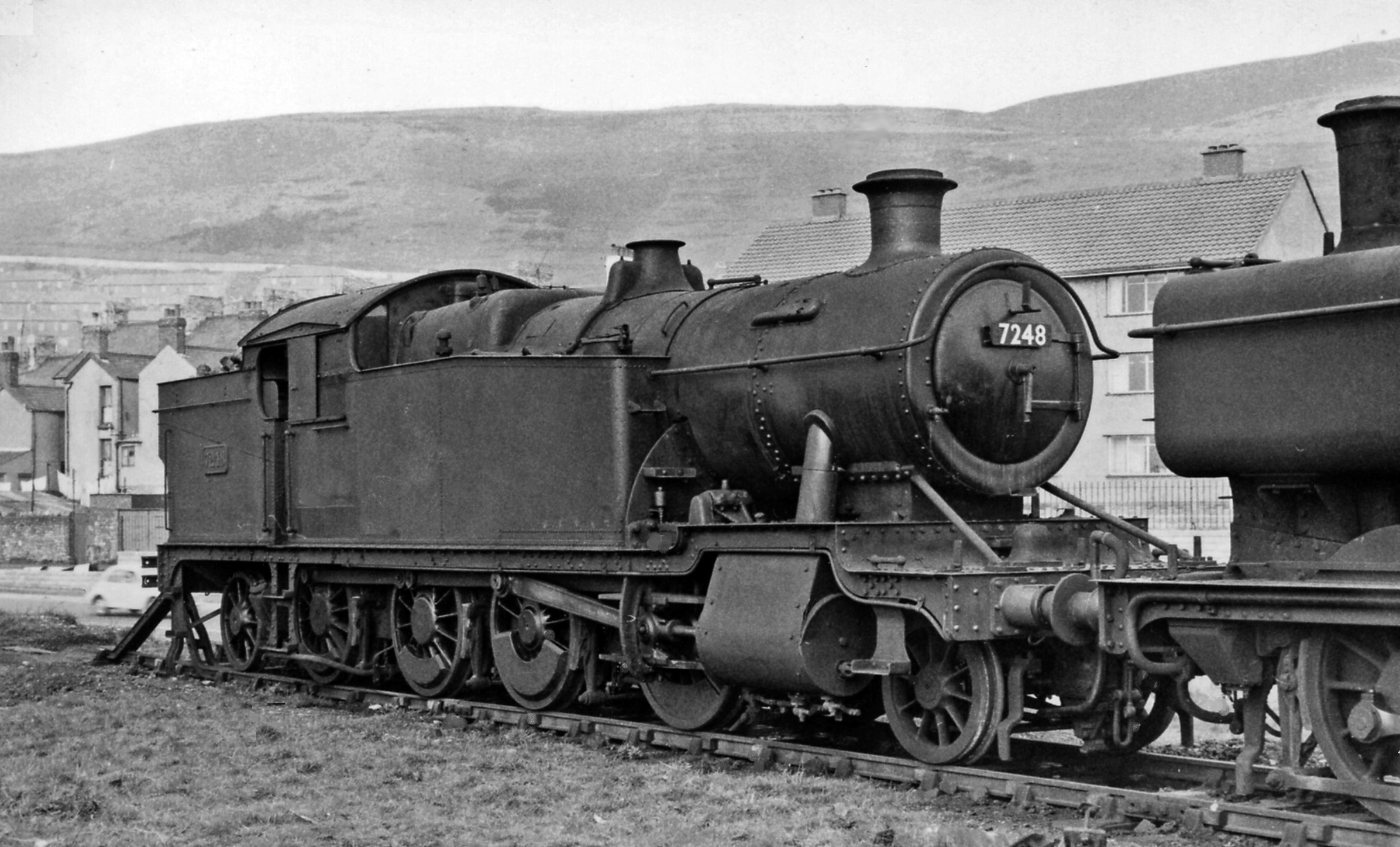
GWR Clase 7200 número 7248

También construyó más máquinas de la Clase 4200 de Churchward (2-8-0T), equipando a las de la Clase 5205 con cilindros de 19 x 30 plg (483 x 762 mm) de diámetro, ligeramente mayores. Un total de 70 de estas máquinas se construyeron entre 1923 y 1926. En 1930 se construyó un lote adicional de otras 20, pero debido a la depresión económica de finales de la década de 1920, habían disminuido los trenes de carbón de Gales del Sur de corta distancia para los que estaban destinados estas máquinas, y debieron almacenarse. Cuando en 1934, Collett necesitó reemplazar las antiguas Clase Aberdare 2-6-0, recurrió a estas locomotoras almacenadas. Para aumentar su alcance, dado que la capacidad de la carbonera de 4 toneladas limitaba su autonomía, extendió los bastidores en la parte trasera para poder colocar un eje adicional que soportaba una carbonera ampliada de 6 toneladas de capacidad. Estas máquinas de configuración 2-8-2Ts se denominaron Clase 7200, y se construyeron 53 en tres lotes hasta 1939, todas reconstrucciones de máquinas 2-8-0Ts. En 1940 se construyó otro lote de 10 máquinas de la Clase 5205 2-8-0Ts, ya que el tráfico en tiempos de guerra hizo que volvieran a ser útiles.

### Máquinas con depósitos tipo alforja

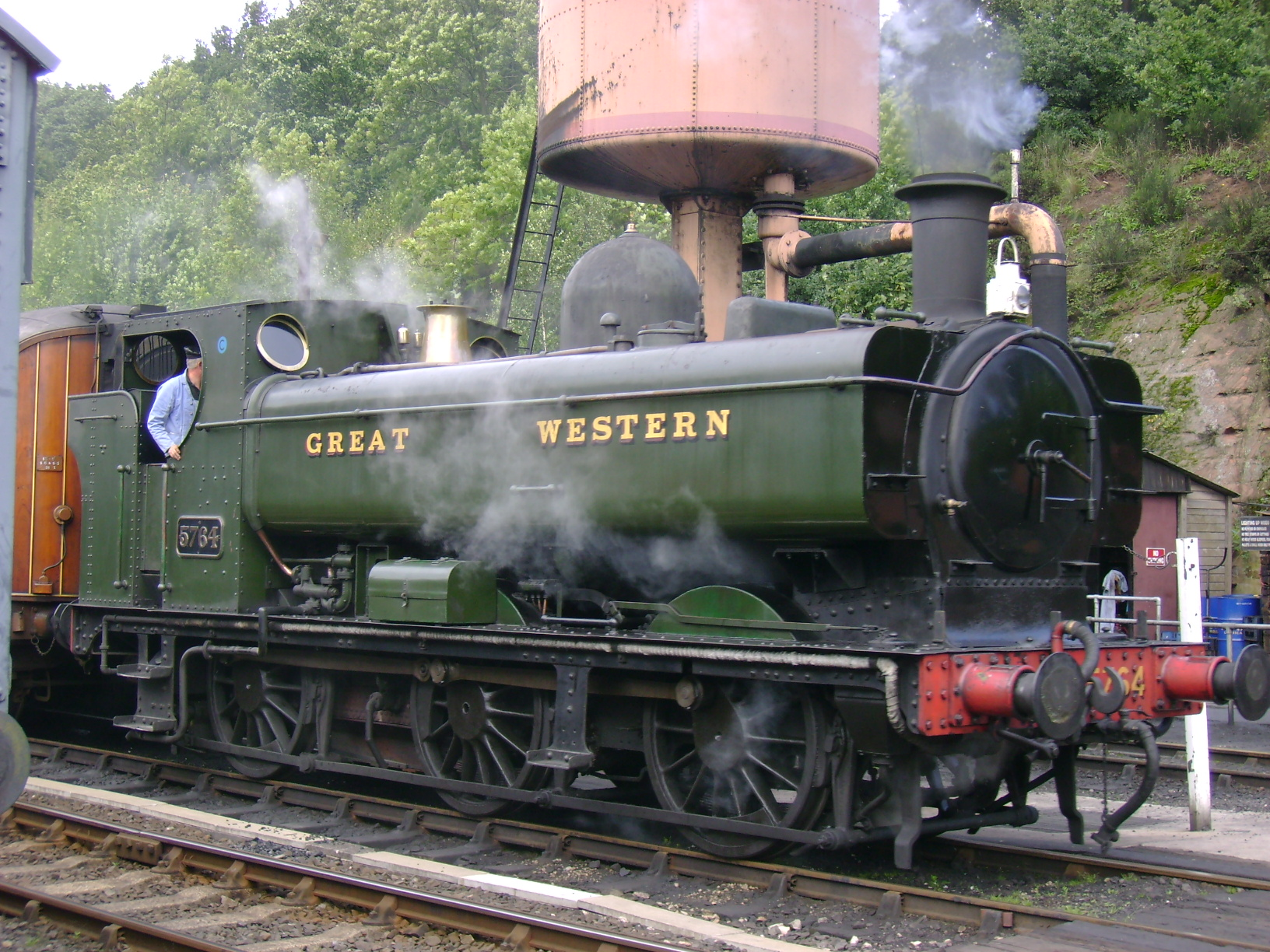
GWR Clase 5700 número 5764

Churchward introdujo los primeros depósitos tipo alforja en las máquinas del GWR, ya que los depósitos tipo silla de montar no eran adecuados cuando las locomotoras más antiguas recibían nuevas calderas con fogón Belpaire. Sin embargo, nunca diseñó ninguna clase estándar utilizando depósitos tipo alforja. En 1929, Collett comenzó a reemplazar los cientos de máquinas 0-6-0ST y 0-6-0PT que sobrevivieron de la reconstrucción victoriana y de épocas posteriores. Para ello, desarrolló un diseño existente, la Clase 2721 (de configuración 0-6-0ST/PT), equipando a estas máquinas con una caldera Belpaire capaz de alcanzar una presión de 200 psi (1,4 MPa), una carbonera más grande de 3 toneladas y 6 quintales, una cabina completa y un sistema de válvulas mejorado. No se realizaron pruebas y se encargaron 100 unidades de la nueva Clase 5700 como primer lote (North British fabricó las primeras 50). Pronto les siguieron otras 200 máquinas, financiadas por un plan de creación de empleo del gobierno británico. Todas estas últimas fueron construidas por proveedores externos: W. G. Bagnall (50), Kerr, Stuart (25), North British (50), Yorkshire Engine Co. (25), Armstrong Whitworth (25) y Beyer, Peacock (25). Se construyeron más lotes en Swindon durante las décadas de 1930 y 1940, y un último lote de 10 en 1950 después de la nacionalizacón del ferrocarril en Gran Bretaña, para un total de 863 locomotoras.
En marzo de 1932, la máquina número 8700 se convirtió en una locomotora de vapor de condensación para su uso en la línea subterránea del Metropolitano de Londres que daba servicio a Smithfield Market. Esto condujo a la construcción de diez nuevas locomotoras de condensación (con cabinas mejoradas), todavía consideradas parte de la Clase 5700, numeradas del 9701 al 9710.
Uno de los trabajos más exigentes para los que Collett necesitaba encontrar nuevas máquinas era el servicio de autotrenes, que requería máquinas capaces de cumplir horarios estrictos en algunas rutas secundarias con trazados sinuosos y de rampas pronunciadas, y que debían disponer de buena aceleración. Después de considerar varios tipos, seleccionó la máquina número 2080, una 0-6-0ST de la Clase 2021 diseñada por George Armstrong, y la reajustó con ruedas más grandes de 5 pies 2 plg (1,575 m) y depósitos tipo alforja. Después de que las pruebas demostraron que era un diseño exitoso, eligió la máquina número 2062 de la misma clase y llevó a cabo una reconstrucción más completa, incluidos cilindros de 16+1/2 x 24 plg (419 x 610 mm), nuevos mecanismos y una caldera Estándar N.º 21 capaz de generar una presión de 165 psi (1,1 MPa). Esta se convirtió en la primera de las máquinas de la Clase 5400 y apareció en 1930. La producción de la clase siguió en lotes hasta 1935, con un total de 25 locomotoras.
Collett también actualizó las máquinas de maniobras de la Clase 1361 0-6-0ST de Churchward, produciendo una versión modernizada con tanques de alforjas como la Clase 1366. Inicialmente destinadas a los Talleres de Swindon, posteriormente se usaron en otros lugares, incluidos los muelles de Weymouth.
Algunas rutas de trenes automotores, como las del Sur de Gales, tenían pendientes muy pronunciadas. Para cubrirlas, Collett tomó uno de sus prototipos anteriores, la locomotora número 2062 (reconvertida a la Clase 5400), y redujo el diámetro de las ruedas a 4 pies 7+1/2 plg (1,41 m). Cuando esto resultó satisfactorio, ordenó un lote de diez formando la nueva Clase 6400. Otros lotes llevaron la producción a un total de 40. Al igual que la Clase 5400, todas estas máquinas estaban equipadas para trabajar con trenes automotores. Para otras tareas, Collett creó una variante con una presión de caldera más alta de 180 psi (1,2 MPa), pero no autoajustable. Se produjeron 50 de estas máquinas, numeradas en la serie 7400.

### Otras máquinas de vapor
Tas la Agrupación de las compañías ferroviarias, el GWR había absorbido muchas líneas, como las del centro de Gales, que eran de construcción ligera y necesitaban máquinas ligeras para operarlas. En la década de 1930, las máquinas 0-6-0s de la época victoriana que habían desempeñado estas funciones durante años acusaban el paso del tiempo. Todavía estaban disponibles las Dean Good, renovadas con la instalación de calderas Belpaire más modernas. Para liberarlas de otras tareas, Collett diseñó la Clase 2251 de máquinas auxiliares 0-6-0 con cilindros interiores. Muy similares en estructura y movimiento a las de la Clase 5700 con depósitos de tipo alforja, pero con cilindros diseñados para soportar una caldera estándar N.º 10, se homologaron para las rutas amarillas (ligeramente más pesadas que las Dean Good). Se construyeron 120 de estas máquinas entre 1930 y 1948 por Collett y Hawksworth. Eran locomotoras muy populares, capaces de tirar de trenes ligeros de pasajeros a 60 millas por hora (97 km/h). Además de las tareas de los ramales, se utilizaron en los trenes con numerosas paradas en la línea principal.

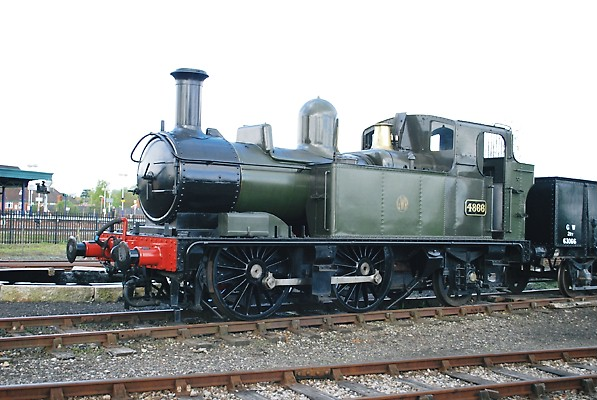
GWR Clase 4800 número 4866

Para otras máquinas, Collett miró hacia atrás a la GWR Clase 517 en busca de inspiración. Usando la misma configuración 0-4-2T, pero con componentes modernos en común con las clases 5400 y 6400 0-6-0PTs, creó la Clase 4800. Las 75 máquinas de la serie 4800 estaban todas equipadas para el funcionamiento del tren automatizado desde una segunda cabina y se distribuyeron ampliamente por la red del GWR. Las 20 máquinas de la serie 5800 eran idénticas, pero no disponían del sistema de funcionamiento remoto y eran más cortas. En 1946, la serie 4800 0-4-2Ts se volvió a numerar en el rango 1400 para dar paso a algunas de las máquinas de la Clase 2800 2-8-0s que se convirtieron para utilizar petróleo en lugar de carbón, y que se renumeraron en el rango 4800. Las 5800 no se volvieron a numerar. Estas encantadoras locomotoras, al ser pequeñas y estar lejos del final de su vida útil cuando se retiró el vapor en los ferrocarriles británicos, eran objetivos populares para su preservación, y se han conservado cuatro de ellas.
A partir de 1936, Collett tomó las calderas de varias antiguas máquinas de la Clase Duke y las montó en los bastidores de algunas locomotoras de la Clase Bulldog. Esta combinación económica de las mejores partes de las máquinas más antiguas se denominó Clase Earl, aunque eran popularmente conocidas como Dukedogs debido a sus orígenes. Collett sabía que ciertos miembros de la junta directiva del GWR (a quienes consideraba pomposos) deseaban que sus nombres se dieran a las máquinas de vapor y, por lo tanto, los aplicó a las locomotoras de la clase Earl. Cuando los directores vieron sus nombres en estas 4-4-0s de doble bastidor de aspecto claramente victoriano, no les gustó. Estos nombres se transfirieron más adelante a algunas de las más impresionantes locomotoras de la Clase Castle.
Collett compró seis locomotoras de maniobras portuarias 0-4-0T a la Avonside Engine Company para reemplazar las máquinas absorbidas del Swansea Harbour Trust. Esta Clase 1101 fue un diseño de Avonside según las especificaciones de Collett. Posteriormente se modificaron con una cabina redondeada, para disponer mejor del espacio libre debajo de puentes estrechos y cubiertas de válvulas de seguridad GWR estándar.
Otros desarrollos menores, de menor importancia para el GWR, fueron un breve experimento con una Locomotora Sentinel con caja de cambios, y la construcción/reconstrucción de tres máquinas 2-6-2T para el Ferrocarril de Vale de Rheidol de vía estrecha.

### Automotores diésel

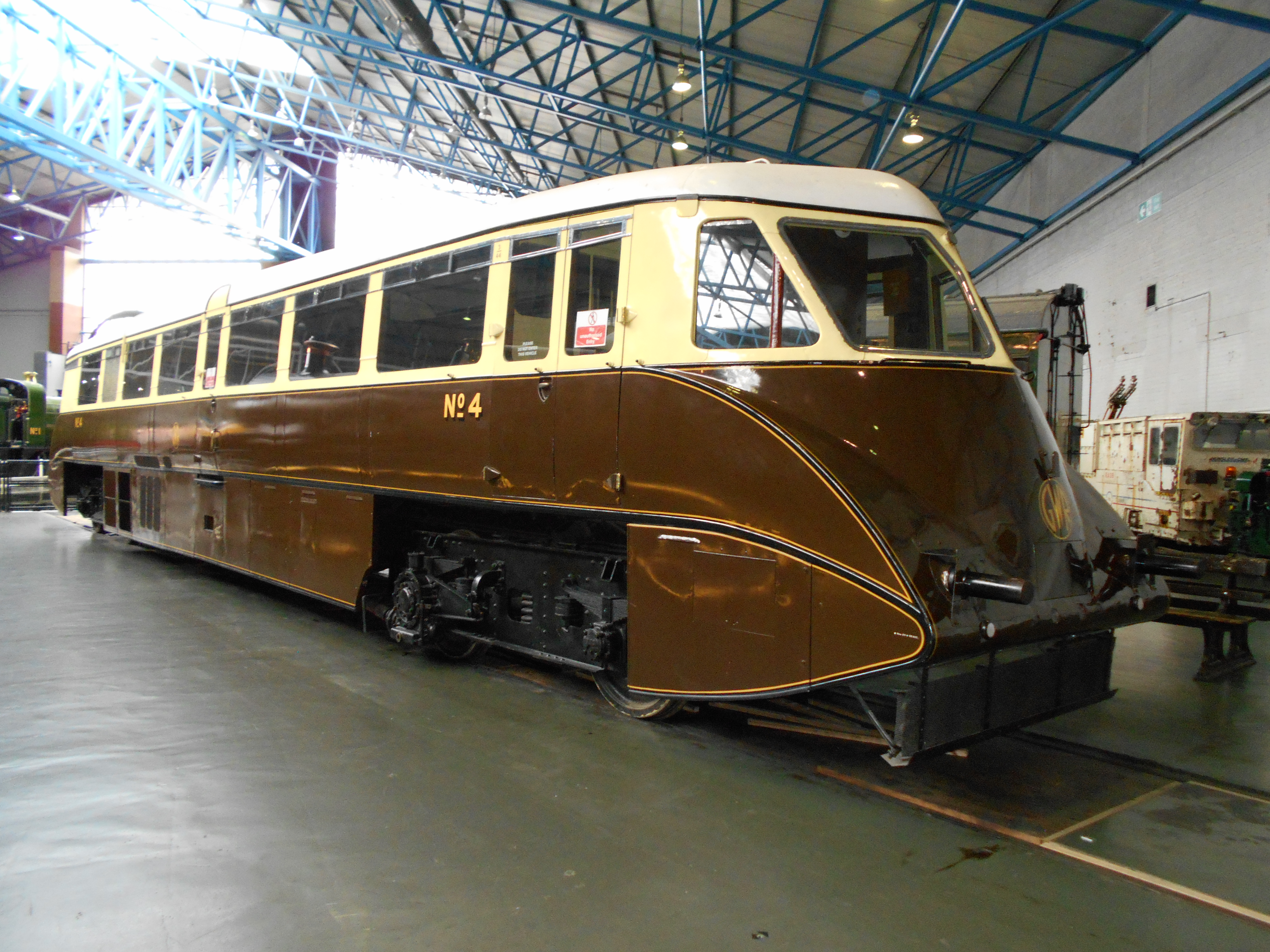
GWR railcar diésel no. 4

Si bien Collett realizó muchas reinvenciones y desarrollos de diseños de locomotoras de vapor más antiguas, también introdujo algunos automotores diésel muy novedosos. En 1933, AEC construyó para el GWR el coche número 1, un coche de pasajeros aerodinámico con un motor de 121 caballos con una cabina en cada extremo. Resultó tener un motor insuficiente, pero Collett reconoció su potencial y encargó las unidades con números de 2 a 4, que tenían dos motores y podían alcanzar entre 75 y 80 millas por hora (120,7 y 128,7 km/h) con 44 pasajeros. Se compraron doce más en 1935-1936. Todos ellos eran autónomos, y no estaban destinados a tirar de otros vehículos. El número 17 era para el tráfico de paquetes y no llevaba pasajeros.
Se construyeron otros 20 coches automotores en Swindon entre 1940 y 1942, con una aerodinámica más angular y sin carenados sobre los bogies. Estaban equipados para tirar de una carga de hasta 60 toneladas y equipados con controles de tren automatizados para que pudieran conducirse desde la cabina en el extremo opuesto o desde otro automotor adjunto. Los 35-38 solo tenían un extremo aerodinámico, con la única cabina. Fueron diseñados para usarse espalda con espalda, o con un tercer coche entre ellos.

### Otros desarrollos
Collett fue responsable de mucho más que la introducción de locomotoras nuevas y actualizadas. Reemplazó la librea carmesí de Churchward, reintroduciendo los viejos colores 'chocolate y crema' para el material remolcado, en 1922, cuando se estaba abordando el retraso en el mantenimiento del material debido a la Primera Guerra Mundial. Hizo buen uso del coche dinamométrico para probar nuevos diseños. Modernizó y fortaleció la planta de prueba estacionaria en los Talleres de Swindon para permitir la prueba de motores que generaban 2000 caballos de potencia o que funcionaban a 70 millas por hora (112,7 km/h). En 1934, introdujo el uso del instrumental óptico Zeiss durante la fabricación de locomotoras para mejorar la precisión con la que se alineaban los bastidores y los cojinetes, los cilindros y el movimiento. Esto duplicó el kilometraje que una locomotora podía cubrir antes de que los mecanismos necesitaran atención.
Introdujo acoplamientos del tipo buckeye en los automotores y experimentó brevemente con automotores articulados en 1925. En 1931 presentó los lujosos 'Super Saloons' para el tren Paddington-Plymouth que conectaba con los buques en el puerto, así como los automotores 'Centenary' menos ornamentados pero más modernos en 1935. Sin embargo, sabía que estos vehículos de gran anchura (ideales para las vías de gran ancho originales de Brunel) tenían una disponibilidad limitada para otras rutas, y llegó a la conclusión de que todas las existencias futuras no deberían tener más de 8 pies 11 plg (2,718 m) de ancho, para maximizar su capacidad de circular por toda la red ferroviaria de ancho estándar de Gran Bretaña.

## Legado
Collett, un ingeniero talentoso de gran capacidad técnica que podía observar los diseños existentes y mejorarlos de manera fiable, produjo una flota estandarizada de locomotoras que se adaptaba perfectamente a los requisitos del GWR. Su principal logro fue obtener mejoras sustanciales en el rendimiento de los diseños de su predecesor George Jackson Churchward. En 1924 informó (en un documento para la Conferencia Mundial de Energía) un consumo de carbón de la Clase Castle de 2,83 libras por hora de barra de tiro, una cifra que muchos ingenieros descartaron como demasiado buena para ser verdad, pero que Gresley tomó en serio después del intercambio de locomotoras de 1925.
Algunos ingenieros contemporáneos e historiadores ferroviarios posteriores criticaron a Collett por introducir muy poca innovación en sus diseños, y por ceñirse demasiado al estilo de Churchward en todos los casos. Podría decirse que esto significó que cuando Collett se retiró, la superioridad de las locomotoras del Great Western se había perdido frente a diseños más modernos, particularmente los de William Stanier, que trabajó en Swindon antes de mudarse al LMS en 1932. Se llevó el estilo de Churchward con él, pero lo desarrolló en línea con los continuos desarrollos en la tecnología de las locomotoras de vapor.

## Vida personal
Collett se casó con Ethelwyn May Simon (1875/6-1923) en la iglesia de St George de Bloomsbury el 4 de noviembre de 1896. No tuvieron hijos. La muerte prematura de Ethelwyn en 1923 le causó un gran impacto y, a partir de entonces, Collett evitó la mayoría de las actividades sociales. Estuvo muy poco involucrado en los asuntos cívicos de Swindon, en contraste con sus predecesores, aunque fue magistrado de 1921 a 1928.
A través de sus abuelos paternos Benjamin Collett y Charlotte Harriet Sampson, Collett era primo hermano del almirante de la flota Sir Philip Vian.

### Diseños de locomotoras de Charles Collett
- GWR No. 12 0-4-0TG
- GWR Clase 1101 0-4-0T
- GWR Clase 1366 0-6-0T
- GWR Clase 5400 0-6-0PT
- GWR Clase 5700 0-6-0PT
- GWR Clase 6400/7400 0-6-0PT
- GWR Clase 4800/1400 0-4-2T
- GWR Clase 5800 0-4-2T
- GWR Clase 5600 0-6-2T
- GWR Clase 3100 2-6-2T
- GWR Clase 5101 2-6-2T
- GWR Clase 6100 2-6-2T
- GWR Clase 4575 2-6-2T
- GWR Clase 8100 2-6-2T
- GWR Clase 5205 2-8-0T
- GWR Clase 7200 2-8-2T
- GWR Clase 4073 Castle 4-6-0
- GWR Clase 6000 King 4-6-0
- GWR Clase 4900 Hall 4-6-0
- GWR Clase 6800 Grange 4-6-0
- GWR Clase 7800 Manor 4-6-0
- GWR Clase 2251 0-6-0
- GWR Clase 3200 Earl 4-4-0
- GWR Clase 2884 2-8-0
- GWR locotractor diésel
- GWR railcars
- VoR 2-6-2T (vía estrecha)